# Augusto Guilherme da Prússia
Augusto Guilherme da Prússia (August Wilhelm Heinrich Günther Viktor Prinz von Preußen; 29 de janeiro de 1887 - 25 de março de 1949), conhecido por "Auwi", foi um dos filhos do kaiser Guilherme II da Alemanha e da sua esposa, a princesa Augusta Vitória de Schleswig-Holstein.

## Família
Augusto Guilherme era o quarto filho do kaiser Guilherme II da Alemanha e da princesa Augusta Vitória de Schleswig-Holstein. Os seus avós paternos eram o imperador Frederico III da Alemanha e a princesa real Vitória do Reino Unido. Os seus avós maternos eram o duque Frederico VIII de Schleswig-Holstein e a princesa Adelaide de Hohenlohe-Langenburg.

## Primeiros anos

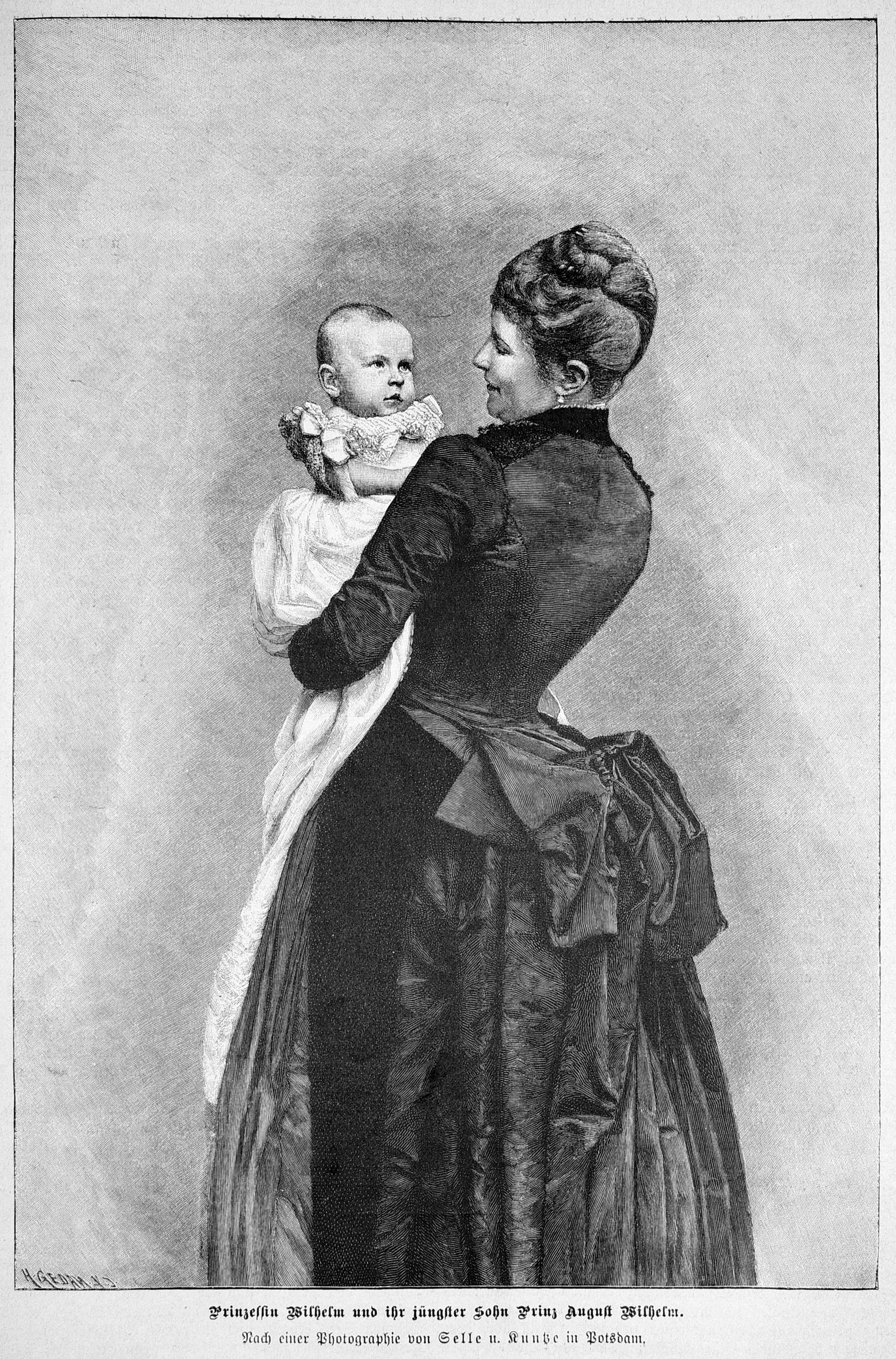
Augusto Guilherme nos braços da mãe, Augusta Vitória.

Augusto Guilherme nasceu no Palácio de Potsdam quando o seu avô ainda era príncipe-herdeiro da Prússia. Passou a sua infância com os irmãos no Novo Palácio, também em Potsdam e andou na escola Prinzenhaus em Plön. Estudou depois nas universidades de Bonn, Berlim e Estrasburgo, tirando depois um doutorado em ciência política em 1907 "de forma extremamente duvidável", como um autor refere.
Casou-se com a sua prima direita, a princesa Alexandra Vitória de Eslésvico-Holsácia-Sonderburgo-Glucksburgo, no dia 22 de outubro de 1908 no Berliner Stadtschloss. O casal tinha planeado viver no Palácio de Schönhausen em Berlim, mas acabou por mudar de ideia quando o pai de Augusto lhe ofereceu a Villa Liegnitz no Parque Sanssouci. No dia 26 de dezembro de 1912 nasceu o seu único filho, o príncipe Alexandre Fernando da Prússia. A sua casa tornou-se num ponto de encontro para artistas e intelectuais.
Durante a Primeira Guerra Mundial Augusto Guilherme tornou-se administrador distrital (Landrat) de Ruppin. O seu local de trabalho e residência passaram a ser o Schloss Rheinsberg. O seu ajudante pessoal, Hans Georg von Mackensen, de quem tinha sido amigo de infância, teve um papel importante na sua vida. Estas possíveis "tendências homossexuais" contribuíram para o final do seu casamento com a princesa Augusta Vitória.

## República de Weimar

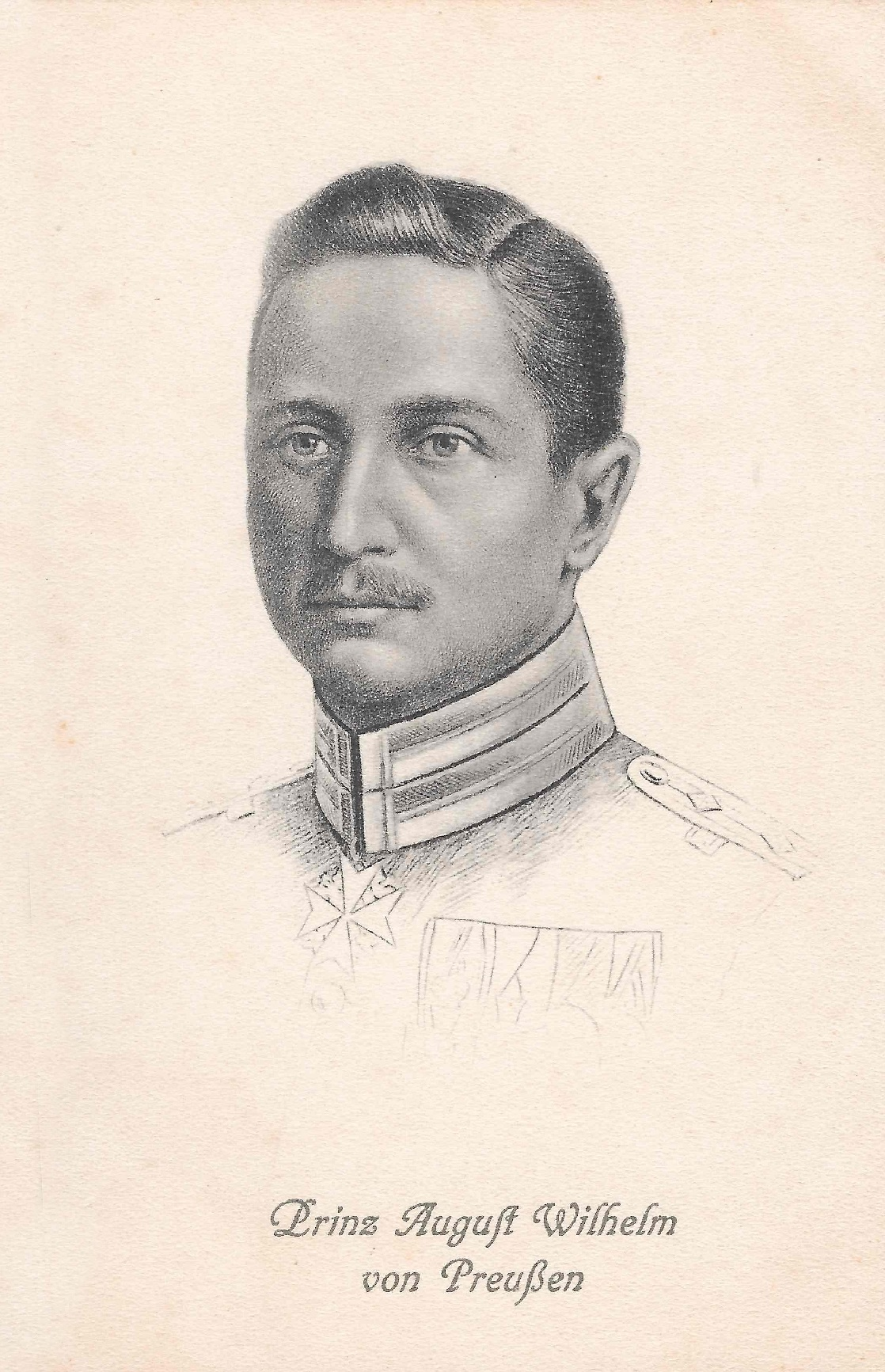
Príncipe Augusto Guilherme da Prússia (Coleção Gabriel Dorneles).

Depois de a guerra acabar, o casal separou-se e divorciou-se oficialmente em março de 1920. Augusto Guilherme ficou com a custódia do filho. Depois do seu divórcio e do casamento do seu amigo Hans Georg von Mackensen com Winifred von Neurath, filha de Konstantin von Neurath, Augusto passou a viver uma vida isolada na sua villa em Potsdam. Começou a ter aulas de desenho com o professor Arthur Kampf e a viver do dinheiro que fazia da venda dos seus quadros.
Augusto Guilherme juntou-se ao grupo de veteranos nacionalistas "Stahlhelm". Nos anos que se seguiram começou a ter cada vez mais contacto com os nacional-socialistas. Finalmente, e causando desconforto na sua família, principalmente no pai, Augusto juntou-se ao "perigoso, revolucionário" NSDAP no dia 1 de abril de 1930. Em novembro de 1931 foi aceite nas SA na posição de "Standartenführer". Devido à sua associação com os nacional-socialistas e a simpatia por Adolf Hitler, Augusto era ridicularizado pela imprensa de esquerda alemã.
Como representante da realeza prussiana e da dinastia imperial alemã, Augusto Guilherme foi usado deliberadamente pelos social-nacionalistas para ganhar votos nas eleições, chegando mesmo a escolhe-lo para candidato principal do NSDAP para as eleições para o Landtag em abril de 1932 e para discursar ao lado de Hitler que acompanhou em acções de campanha por toda a Alemanha nesta altura. Nos seus discursos em comíssios nacional-socialistas, Augusto dizia às populações que "Hitler não é uma ameaça, mas uma benfeitor para o povo alemão e o império alemão".

## Nazismo

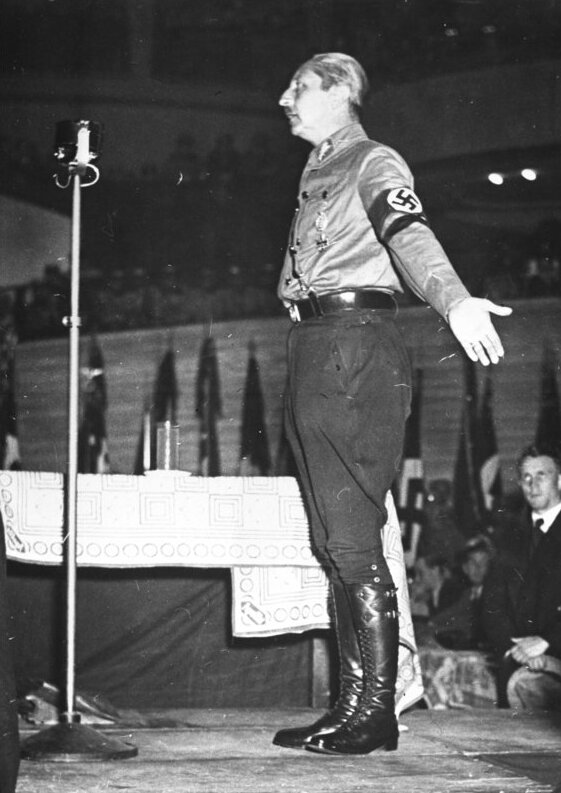
Augusto Guilherme a discursar em Berlim.

Em 1933 Augusto Guilherme recebeu uma posição no Estado prussiano e tornou-se membro do Reichstag. Contudo, após ser instaurada a ditadura, os nacional-socialistas deixaram de precisar do antigo príncipe que tinha sempre mantido a esperança de que Hitler o colocasse a ele ou ao seu filho no trono alemão. Assim, na primavera de 1934 foi-lhe recusado o acesso a Hitler e no verão viu-se excluído da actividade política. Contudo este afastamento não diminuiu a sua adoração por Hitler. No dia 31 de junho de 1939 tornou-se Obergruppenführer, a segunda posição mais importante nas SA, mas depois de fazer declarações desrepeitosas sobre Joseph Goebbels em privado que foram denunciadas em 1942 foi excluído, passou para segundo plano no partido e impedido de fazer discursos públicos.
No inicio de fevereiro de 1945, juntamente com a sua cunhada, a antiga princesa-herdeira Cecília da Prússia, Augusto Guilherme fugiu do Exército Vermelho que se aproximava de Potsdam para Kronberg para se refugiar com a sua tia, a princesa Margarida da Prússia, irmã do seu pai.

## Pós Segunda Guerra Mundial
No final da Segunda Guerra Mundial, a 8 de maio de 1945, Augusto Guilherme foi preso por soldados dos Estados Unidos e colocado em Ludwigsburg. Quando foi julgado e lhe perguntaram se ele tinha pelo menos repudiado o nacional-socialismo desde que tinha descoberto os seus crimes, ele respondeu com outra pergunta: "Desculpe?", acabando por ser condenado a dois anos e meio de trabalhos forçados num campo de concentração com outros criminosos nazis.
Logo depois de ser libertado foram feitas novas acusações contra ele, chegando mesmo a ser enviado um mandato de captura em seu nome de um tribunal de Potsdam, localizado na zona soviética da cidade. Contudo Augusto adoeceu e morreu aos 63 anos antes de ser novamente preso.